# Мазенгарб
Мазенгарб (на френски: Mazingarbe) е малък град във Франция, регион О дьо Франс, департамент Па дьо Кале, окръг Лан, кантон Були ле Мин. Намира се на 9 км северозападно от Ланс и на 8 км югоизточно от Бетюн, на 3 км от кръстовището на магистрали A21 и A26 „Англия“.
Населението през 2019 г. е 8 033 души.

## Икономика
Структурата на заетостта на населението:
- селско стопанство – 0,3%
- индустрия – 19,9%
- строителство – 22,2%
- търговия, транспорт и услуги – 22.9%
- държавни и общински услуги – 34.7%[2]